# Relicencia de software
La relicencia de software se aplica en el desarrollo de software de código abierto cuando las licencias de software de los módulos de software son incompatibles y se requiere que sean compatibles para un trabajo combinado mayor. Las licencias aplicadas al software como trabajos sujetos a derechos de autor, en código fuente como forma binaria, pueden contener cláusulas contradictorias. Estos requisitos pueden hacer que sea imposible combinar el código fuente o el contenido de varios trabajos de software para crear uno nuevo combinado.

## La motivación y la descripción
A veces, los proyectos de software de código abierto se atascan en una situación de incompatibilidad de licencia. A menudo, la única forma viable de resolver esta situación es volver a otorgar licencias a todas las partes de software participantes. Para obtener una licencia exitosa es necesario el acuerdo de todos los titulares de derechos de autor involucrados, generalmente los desarrolladores, a una licencia modificada. Mientras que en el dominio libre y de código abierto, lograr la cobertura del 100% de todos los autores es a menudo imposible debido a los muchos colaboradores involucrados, a menudo se supone que una gran mayoría es suficiente. Por ejemplo, Mozilla asumió que una cobertura de autor del 95% era suficiente. Otros en el dominio de software libre, como Eric S. Raymond, llegaron a diferentes conclusiones con respecto a los requisitos para volver a licenciar una base de código completa.

## Los casos
Un ejemplo temprano de un proyecto de código abierto que volvió a licenciar con éxito por razones de compatibilidad de licencia es el proyecto Mozilla y su navegador Firefox. El código fuente del navegador Communicator 4.0 de Netscape fue lanzado originalmente en 1998 bajo la Licencia Pública de Netscape / Licencia Pública de Mozilla, pero fue criticado por la FSF y OSI por ser incompatible. Alrededor de 2001, Time Warner, ejerciendo sus derechos bajo la Licencia Pública de Netscape, ya solicitud de la Fundación Mozilla, otorgó la licencia de todo el código en Mozilla que estaba bajo la Licencia Pública de Netscape (incluido el código de otros contribuyentes) a un MPL 1.1 / GPL 2.0 / LGPL 2.1 tri-licencia, logrando así la compatibilidad con GPL.
La biblioteca Vorbis fue originalmente licenciada como LGPL, pero en 2001 la licencia se cambió a la licencia BSD con el respaldo de Richard Stallman para fomentar la adopción.
El proyecto VLC también tiene un historial de licencias complicado debido a la compatibilidad de la licencia: en 2007 decidió, por razones de compatibilidad de la licencia, no actualizarse a la GPLv3 recién lanzada. Después de que se eliminó el VLC de la tienda de aplicaciones de Apple a principios de 2011, en octubre de 2011, el proyecto VLC volvió a obtener la licencia de la biblioteca de VLC de la GPLv2 a la LGPLv2 para lograr una mejor compatibilidad. En julio de 2013, la aplicación VLC podría volver a enviarse a la tienda de aplicaciones iOS con licencia bajo la licencia pública de Mozilla.
El LZMA SDK de 7-Zip, originalmente con doble licencia bajo la licencia GNU LGPL y Common Public License, con una excepción especial adicional para binarios vinculados, fue colocado por Igor Pavlov en el dominio público el 2 de diciembre de 2008.
El proyecto GNU TLS adoptó la licencia LGPLv3 en 2011, pero en 2013 volvió a licenciar su código a LGPLv2.1 debido a graves problemas de compatibilidad de licencia.
La Licencia de Documentación Libre de GNU en la versión 1.2 no es compatible con la licencia Creative Commons Attribution-ShareAlike, que fue un problema, por ejemplo, para la Wikipedia. Por lo tanto, a solicitud de la Fundación Wikimedia, la FSF agregó con la versión 1.3 de la GFDL una sección de tiempo limitado que permite que tipos específicos de sitios web que usan la GFDL ofrezcan adicionalmente su trabajo bajo la licencia CC BY-SA. A partir de junio de 2009, la Fundación Wikimedia migró sus proyectos (Wikipedia, etc.) mediante una licencia dual a Creative Commons Attribution-ShareAlike como licencia principal, adicional a la GFDL utilizada anteriormente. Se dio una compatibilidad mejorada de la licencia con el mayor ecosistema de contenido libre como razón para el cambio de la licencia.
En 2010, el proyecto OGRE cambió su licencia de LGPL a la licencia MIT; Se dio un texto de licencia más simple como razón.
Otro caso fue la nueva licencia de los archivos de cabecera del núcleo Linux con licencia GPLv2 a la licencia BSD de Google para su biblioteca de Android Bionic. Para deshacerse de la GPL, Google afirmó que los archivos de cabecera se habían limpiado de cualquier trabajo con derechos de autor, reduciéndolos a "hechos" no sujetos a derechos de autor. Esta interpretación fue cuestionada, por ejemplo, por Raymond Nimmer, profesor de derecho en el Centro de Derecho de la Universidad de Houston.
En noviembre de 2013, POV-Ray recibió la licencia bajo la Licencia Pública General de Affero versión 3 (o posterior), después de haber sido distribuido 
desde 
1991 bajo una licencia de POV-Ray personalizada no disponible comercialmente compatible con FOSS. POV-Ray se desarrolló antes de que las licencias de FOSS se usaran ampliamente, por lo tanto, los desarrolladores escribieron su propia licencia, que luego se convirtió en un problema debido a la incompatibilidad de la licencia con el ecosistema de FOSS.
En 2014, el proyecto FreeCAD cambió su licencia de GPL a LGPLv2 debido a incompatibilidades GPLv3 / GPLv2.
En 2014, Gang Garrison 2 obtuvo la licencia de GPLv3 a MPL para mejorar la compatibilidad de la biblioteca.
Además, el proyecto Dolphin cambió su licencia de "Solo GPLv2" a "GPLv2 o posterior" para una mejor compatibilidad en mayo de 2015.
En junio de 2015, mpv comenzó el proceso de re-licenciamiento del código fuente con licencia GPL del proyecto para mejorar la compatibilidad de la licencia bajo LGPLv2 al obtener el consentimiento de la mayoría (95% +) de los desarrolladores contribuyentes. En agosto de 2016 aprox. El 90% de los autores pudieron ser alcanzados y consentidos. En octubre de 2017 se finalizó el cambio.
En junio de 2015, mpv comenzó el proceso de re-licenciamiento del código fuente con licencia GPL del proyecto para mejorar la compatibilidad de la licencia bajo LGPLv2 al obtener el consentimiento de la mayoría (95% +) de los desarrolladores contribuyentes. En agosto de 2016 aprox. El 90% de los autores pudieron ser alcanzados y consentidos. En octubre de 2017 se finalizó el cambio.
En julio de 2015, Seafile cambió para mejorar la compatibilidad de la licencia, especialmente con Git, de la GPLv3 a la GPLv2.
En 2015, Natron fue licenciado nuevamente de MPL a GPLv2 para permitir una mejor comercialización.
En 2016, MAME logró una nueva licencia del código base a BSD / GPL después de luchar durante años con una licencia personalizada escrita propia, con términos de licencia no comerciales.
En agosto de 2016, la Corporación MariaDB volvió a otorgar la licencia al servidor proxy de base de datos MaxScale de GPL al no FOSS, pero con licencia de fuente de negocios (BSL) de fuente disponible y de tiempo limitado, que vuelve a ser predeterminada después de tres años a GPL. En 2017 siguió la versión 1.1, revisada con comentarios también de Bruce Perens.
Durante mucho tiempo, el código fuente de back-end D estuvo disponible, pero con una licencia de conformidad de código no abierto, porque se desarrolló parcialmente en Symantec y no se pudo volver a autorizar como código abierto. El 9 de abril de 2017, también la parte de back-end se podría volver a autorizar a la licencia de software de código abierto de Boost.
El 27 de julio de 2017, Microsoft Research cambió la licencia del simulador de combate espacial Allegiance de la licencia de fuente compartida MSR, bajo la cual se abrió el juego en 2004, a la licencia del MIT.